# 內科切阿

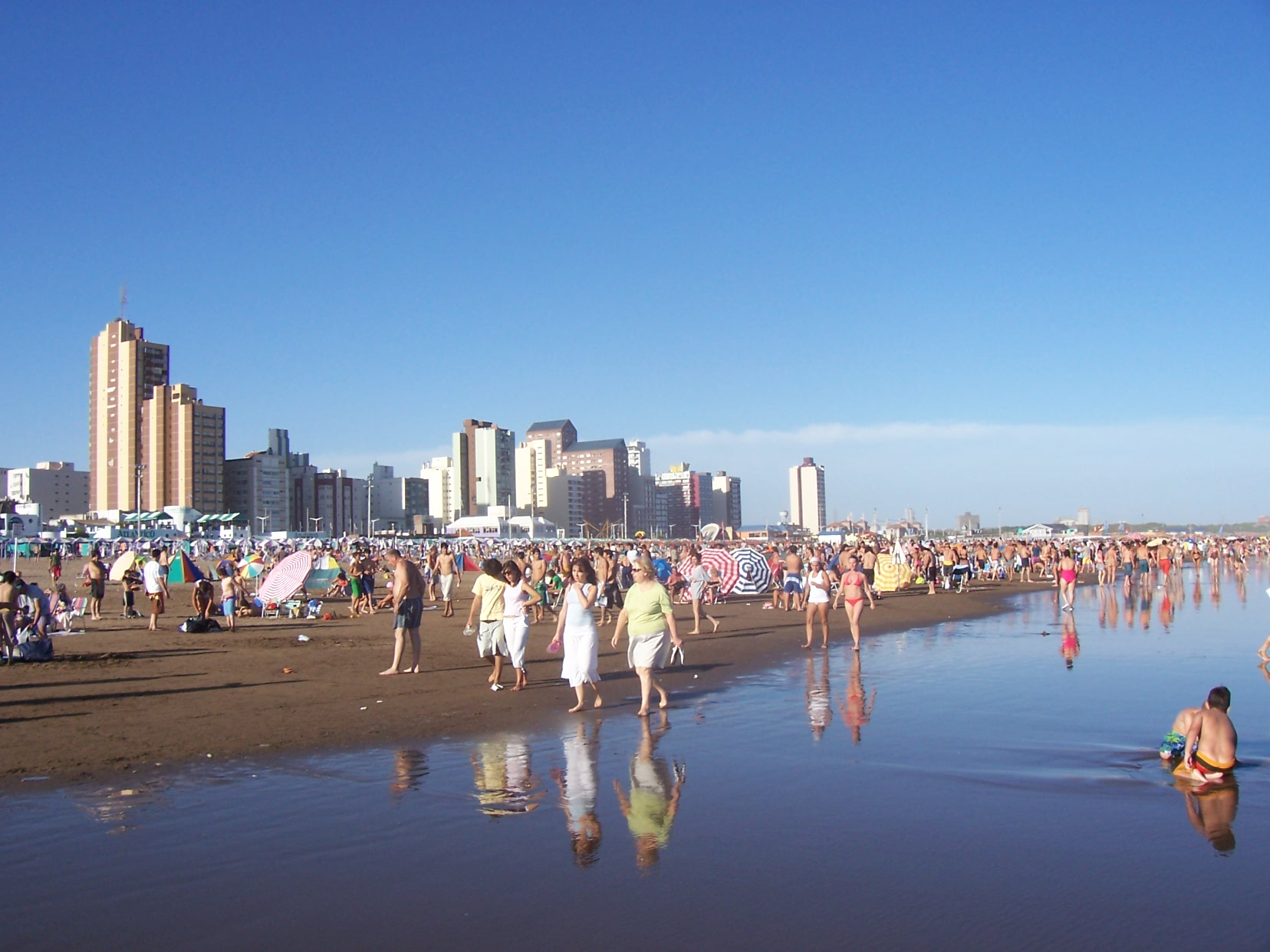
內科切阿

內科切阿（Necochea）是阿根廷的城市，位於該國東部大西洋沿岸，距離首都布宜諾斯艾利斯528公里，由布宜諾斯艾利斯省負責管轄，始建於1881年10月12日，海拔高度16米，2001年人口65,459。

## 外部連結
- Municipality of Necochea （页面存档备份，存于） - Official website.
- Necochea24[永久] Daily news from Necochea.

38°33′S 58°44′W / 38.550°S 58.733°W